# Wisner (Louisiana)
Wisner és una població dels Estats Units a l'estat de Louisiana. Segons el cens del 2000 tenia 1.140 habitants.

## Demografia
Segons el cens del 2000, Wisner tenia 1.140 habitants, 398 habitatges, i 280 famílies. La densitat de població era de 557,2 habitants/km².
Dels 398 habitatges en un 34,2% hi vivien nens de menys de 18 anys, en un 47,2% hi vivien parelles casades, en un 19,6% dones solteres, i en un 29,6% no eren unitats familiars. En el 26,9% dels habitatges hi vivien persones soles el 12,8% de les quals corresponia a persones de 65 anys o més que vivien soles. El nombre mitjà de persones vivint en cada habitatge era de 2,57 i el nombre mitjà de persones que vivien en cada família era de 3,11.
Per edats la població es repartia de la següent manera: un 26,8% tenia menys de 18 anys, un 6,8% entre 18 i 24, un 23,5% entre 25 i 44, un 21% de 45 a 60 i un 21,8% 65 anys o més.
L'edat mediana era de 40 anys. Per cada 100 dones de 18 o més anys hi havia 81,3 homes.
La renda mediana per habitatge era de 21.654 $ i la renda mediana per família de 23.929 $. Els homes tenien una renda mediana de 25.938 $ mentre que les dones 15.156 $. La renda per capita de la població era de 10.528 $. Entorn del 30,2% de les famílies i el 38,7% de la població estaven per davall del llindar de pobresa.

## Poblacions més properes
El següent diagrama mostra les poblacions més properes.